# Formule 1 in 1956
Het Formule 1-seizoen 1956 was het zevende FIA Formula One World Championship seizoen. Het begon op 22 januari en eindigde op 2 september na acht races.
Juan Manuel Fangio won zijn vierde wereldtitel in een Ferrari. Dat jaar reed Ferrari met wagens van Lancia.

## Kalender
| GP nr. | Ronde | Grand Prix              | Circuit                                    | Plaats                 | Datum       |
| ------ | ----- | ----------------------- | ------------------------------------------ | ---------------------- | ----------- |
| 49     | 1     | GP van Argentinië       | Autódromo Municipal Ciudad de Buenos Aires | Buenos Aires           | 22 januari  |
| 50     | 2     | GP van Monaco           | Circuit de Monaco                          | Monte Carlo            | 13 mei      |
| 51     | 3     | Indianapolis 500        | Indianapolis Motor Speedway                | Indianapolis (Indiana) | 30 mei      |
| 52     | 4     | GP van België           | Circuit de Spa-Francorchamps               | Stavelot               | 3 juni      |
| 53     | 5     | GP van Frankrijk        | Circuit de Reims-Gueux                     | Reims                  | 1 juli      |
| 54     | 6     | GP van Groot-Brittannië | Silverstone Circuit                        | Silverstone            | 14 juli     |
| 55     | 7     | GP van Duitsland        | Nürburgring Nordschleife                   | Nürburg                | 5 augustus  |
| 56     | 8     | GP van Italië           | Autodromo Nazionale Monza                  | Monza                  | 2 september |

### Afgelast
De Grands Prix van Nederland en Spanje werden afgelast, onder andere vanwege de hoge olieprijzen ontstaan door de Suezcrisis.

De Grand Prix van Zwitserland werd afgelast omdat Zwitserland autoraces in de ban had gedaan na de ramp in de 24 uur van Le Mans op 11 juni 1955.
| Ronde | Grand Prix         | Circuit                   | Plaats    | Originele datum |
| ----- | ------------------ | ------------------------- | --------- | --------------- |
| 5     | GP van Nederland   | Circuit Park Zandvoort    | Zandvoort | 17 juni         |
| 9     | GP van Zwitserland | Stratencircuit Bremgarten | Bern      | 19 augustus     |
| 10    | GP van Spanje      | Circuit Pedralbes         | Barcelona | 21 oktober      |

## Resultaten en klassement

### Grands Prix
| Ronde | Grand Prix              | Poleposition       | Snelste ronde      | Winnende coureur               | Winnende constructeur | Banden | Verslag |
| ----- | ----------------------- | ------------------ | ------------------ | ------------------------------ | --------------------- | ------ | ------- |
| 1     | GP van Argentinië       | Juan Manuel Fangio | Juan Manuel Fangio | Luigi Musso Juan Manuel Fangio | Ferrari               | E      | Verslag |
| 2     | GP van Monaco           | Juan Manuel Fangio | Juan Manuel Fangio | Stirling Moss                  | Maserati              | P      | Verslag |
| 3     | Indianapolis 500        | Pat Flaherty       | Paul Russo         | Pat Flaherty                   | Watson-Offenhauser    | F      | Verslag |
| 4     | GP van België           | Juan Manuel Fangio | Stirling Moss      | Peter Collins                  | Ferrari               | E      | Verslag |
| 5     | GP van Frankrijk        | Juan Manuel Fangio | Juan Manuel Fangio | Peter Collins                  | Ferrari               | E      | Verslag |
| 6     | GP van Groot-Brittannië | Stirling Moss      | Stirling Moss      | Juan Manuel Fangio             | Ferrari               | E      | Verslag |
| 7     | GP van Duitsland        | Juan Manuel Fangio | Juan Manuel Fangio | Juan Manuel Fangio             | Ferrari               | E      | Verslag |
| 8     | GP van Italië           | Juan Manuel Fangio | Stirling Moss      | Stirling Moss                  | Maserati              | P      | Verslag |

### Puntentelling
Punten worden toegekend aan de top vijf geklasseerde coureurs, en 1 punt voor de coureur die de snelste ronde heeft gereden in de race. 
| Positie | 0;1e0 | 02e0 | 03e0 | 04e0 | 05e0 | 0S0 |
| Punten  | 8     | 6    | 4    | 3    | 2    | 1   |

### Klassement bij de coureurs
Slechts de beste vijf van de acht resultaten telden mee voor het kampioenschap, resultaten die tussen haakjes staan telden daarom niet mee voor het kampioenschap. Bij "Punten" staan de getelde kampioenschapspunten gevolgd door de totaal behaalde punten tussen haakjes. Punten werden verdeeld als meerdere coureurs één auto hadden gedeeld. Daarbij werd niet gekeken naar het aantal ronden dat elke coureur had gereden.
| Pos.                  | Coureur                | ARG         | MON        | 500  | BEL       | FRA       | GBR      | DUI        | ITA        | Punten  |
| --------------------- | ---------------------- | ----------- | ---------- | ---- | --------- | --------- | -------- | ---------- | ---------- | ------- |
| 1                     | Juan Manuel Fangio     | 1PS ^ / DNF | 2PS ^ / 4^ |      | DNFP      | 4PS       | 1        | 1PS        | (2)P^ / 8^ | 30 (33) |
| 2                     | Stirling Moss          | DNF         | 1          |      | 3S^ / DNF | 5^ / DNF  | DNFP(S)  | 2          | 1S         | 27 (28) |
| 3                     | Peter Collins          | DNF         | 2^         |      | 1         | 1         | 2^ / DNF | DNF^ / DNF | 2^         | 25      |
| 4                     | Jean Behra             | 2           | 3          |      | 7         | 3         | 3        | 3          | DNF^ / DNF | 22      |
| 5                     | Pat Flaherty           |             |            | 1P   |           |           |          |            |            | 8       |
| 6                     | Eugenio Castellotti    | DNF         | 4^ / DNF   |      | DNF       | 2         | 10^      | DNF^ / DNF | 8^ / DNF   | 7½      |
| 7                     | Sam Hanks              |             |            | 2    |           |           |          |            |            | 6       |
| 7                     | Paul Frère             |             |            |      | 2         |           |          |            |            | 6       |
| 9                     | Paco Godia             |             |            |      | DNF       | 7         | 8        | 4          | 4          | 6       |
| 10                    | Jack Fairman           |             |            |      |           |           | 4        |            | 5          | 5       |
| 11                    | Luigi Musso            | 1^          | DNF        |      |           |           |          | DNF^       | DNF        | 4       |
| 12                    | Mike Hawthorn          | 3           | DNS        |      | DNS       | 10^       | DNF      |            |            | 4       |
| 13                    | Ron Flockhart          |             |            |      |           |           | DNF      |            | 3          | 4       |
| 14                    | Don Freeland           |             |            | 3    |           |           |          |            |            | 4       |
| 15                    | Alfonso de Portago     |             |            |      |           | DNF       | 2^ / 10^ | DNF^       | DNF        | 3       |
| 16                    | Cesare Perdisa         |             | 7          |      | 3^        | 5^        | 7        | DNS        |            | 4       |
| 17                    | Harry Schell           |             | DNF        |      | 4         | 10^ / DNF | DNF      | DNF        | DNF        | 3       |
| 18                    | Johnnie Parsons        |             |            | 4    |           |           |          |            |            | 3       |
| 19                    | Louis Rosier           |             | DNF        |      | 8         | 6         | DNF      | 5          |            | 2       |
| 20                    | Luigi Villoresi        |             |            |      | 5         | DNF       | 6        | DNF        | DNF^       | 2       |
| 21                    | Hermano da Silva Ramos |             | 5          |      |           | 8         | DNF      |            | DNF        | 2       |
| 22                    | Horace Gould           |             | 8          |      | DNF       |           | 5        | DNF        |            | 2       |
| 23                    | Olivier Gendebien      | 5           |            |      |           | DNF       |          |            |            | 2       |
| 24                    | Dick Rathmann          |             |            | 5    |           |           |          |            |            | 2       |
| 25                    | Gerino Gerini          | 4^          |            |      |           |           |          |            | 10         | 1½      |
| 26                    | Chico Landi            | 4^          |            |      |           |           |          |            |            | 1½      |
| 27                    | Paul Russo             |             |            | DNFS |           |           |          |            |            | 1       |
| 28                    | André Pilette          |             | 6^         |      | 6         | 11        |          | DNF        |            | 0       |
| 29                    | Luigi Piotti           | DNF         |            |      |           |           |          |            | 6          | 0       |
| 30                    | Óscar González         | 6^          |            |      |           |           |          |            |            | 0       |
| 30                    | Alberto Uria           | 6^          |            |      |           |           |          |            |            | 0       |
| 30                    | Élie Bayol             |             | 6^         |      |           |           |          |            |            | 0       |
| 30                    | Bob Sweikert           |             |            | 6    |           |           |          |            |            | 0       |
| 34                    | Bob Veith              |             |            | 7    |           |           |          |            |            | 0       |
| 34                    | Toulo de Graffenried   |             |            |      |           |           |          |            | 7          | 0       |
| 36                    | Rodger Ward            |             |            | 8    |           |           |          |            |            | 0       |
| 37                    | Robert Manzon          |             | DNF        |      |           | 9         | 9        | DNF        | DNF        | 0       |
| 38                    | André Simon            |             |            |      |           | DNF       |          |            | 9          | 0       |
| 39                    | Jimmy Reece            |             |            | 9    |           |           |          |            |            | 0       |
| 40                    | Cliff Griffith         |             |            | 10   |           |           |          |            |            | 0       |
| 41                    | Roy Salvadori          |             |            |      |           |           | DNF      | DNF        | 11         | 0       |
| 42                    | Gene Hartley           |             |            | 11   |           |           |          |            |            | 0       |
| 42                    | Bob Gerard             |             |            |      |           |           | 11       |            |            | 0       |
| 44                    | Fred Agabashian        |             |            | 12   |           |           |          |            |            | 0       |
| 45                    | Bob Christie           |             |            | 13   |           |           |          |            |            | 0       |
| 46                    | Al Keller              |             |            | 14   |           |           |          |            |            | 0       |
| 47                    | Eddie Johnson          |             |            | 15   |           |           |          |            |            | 0       |
| 48                    | Billy Garett           |             |            | 16   |           |           |          |            |            | 0       |
| 49                    | Duke Dinsmore          |             |            | 17   |           |           |          |            |            | 0       |
| 50                    | Pat O'Connor           |             |            | 18   |           |           |          |            |            | 0       |
| 51                    | Jimmy Bryan            |             |            | 19   |           |           |          |            |            | 0       |
|                       | Ottorino Volonterio    |             |            |      |           |           |          | NC         |            | 0       |
| Maurice Trintignant   |                        | DNF         |            | DNF  | DNF       | DNF       |          | DNF        | 0          |         |
| Umberto Maglioli      |                        |             |            |      |           | DNF       | DNF      | DNF^       | 0          |         |
| Bruce Halford         |                        |             |            |      |           | DNF       | DSQ      | DNF        | 0          |         |
| José Froilán González | DNF                    |             |            |      |           | DNF       |          |            | 0          |         |
| Piero Taruffi         |                        |             |            |      | DNF       |           |          | DNF        | 0          |         |
| Giorgio Scarlatti     |                        | DNQ         |            |      |           |           | DNF      |            | 0          |         |
| Carlos Menditeguy     | DNF                    |             |            |      |           |           |          |            | 0          |         |
| Jim Rathmann          |                        |             | DNF        |      |           |           |          |            | 0          |         |
| Johnnie Tolan         |                        |             | DNF        |      |           |           |          |            | 0          |         |
| Tony Bettenhausen     |                        |             | DNF        |      |           |           |          |            | 0          |         |
| Jimmy Daywalt         |                        |             | DNF        |      |           |           |          |            | 0          |         |
| Jack Turner           |                        |             | DNF        |      |           |           |          |            | 0          |         |
| Keith Andrews         |                        |             | DNF        |      |           |           |          |            | 0          |         |
| Andy Linden           |                        |             | DNF        |      |           |           |          |            | 0          |         |
| Al Herman             |                        |             | DNF        |      |           |           |          |            | 0          |         |
| Ray Crawford          |                        |             | DNF        |      |           |           |          |            | 0          |         |
| Johnny Boyd           |                        |             | DNF        |      |           |           |          |            | 0          |         |
| Troy Ruttman          |                        |             | DNF        |      |           |           |          |            | 0          |         |
| Johnny Thomson        |                        |             | DNF        |      |           |           |          |            | 0          |         |
| Ed Elisian            |                        |             | DNF^       |      |           |           |          |            | 0          |         |
| Eddie Russo           |                        |             | DNF^       |      |           |           |          |            | 0          |         |
| Piero Scotti          |                        |             |            | DNF  |           |           |          |            | 0          |         |
| Desmond Titterington  |                        |             |            |      |           | DNF       |          |            | 0          |         |
| Tony Brooks           |                        | DNS         |            |      |           | DNF       |          |            | 0          |         |
| Archie Scott-Brown    |                        |             |            |      |           | DNF       |          |            | 0          |         |
| Paul Emery            |                        |             |            |      |           | DNF       |          |            | 0          |         |
| Jack Brabham          |                        |             |            |      |           | DNF       |          |            | 0          |         |
| André Milhoux         |                        |             |            |      |           |           | DNF      |            | 0          |         |
| Les Leston            |                        |             |            |      |           |           |          | DNF        | 0          |         |
| Jo Bonnier            |                        |             |            |      |           |           |          | DNF^       | 0          |         |
| Colin Chapman         |                        |             |            |      | DNS       |           |          |            | 0          |         |
| Pos.                  | Coureur                | ARG         | MON        | 500  | BEL       | FRA       | GBR      | DUI        | ITA        | Punten  |

| Resultaat                       |
| ------------------------------- |
| Winnaar                         |
| Tweede plaats                   |
| Derde plaats                    |
| Gefinisht (punten behaald)      |
| Gefinisht (geen punten behaald) |
| Niet geklasseerd (NC)           |
| Uitgevallen (DNF)               |
| Niet gekwalificeerd (DNQ)       |
| Gediskwalificeerd (DSQ)         |
| Niet gestart (DNS)              |
| Gewond (INJ)                    |
| Uitgesloten (EX)                |
| Teruggetrokken (WD)             |
| Niet deelgenomen (blanco cel)   |
| P Pole position                 |
| S Snelste ronde                 |

- ^ Positie gedeeld door meerdere rijders van dezelfde wagen

1950 · 1951 · 1952 · 1953 · 1954 · 1955 · 1956 · 1957 · 1958 · 1959 · 1960 · 1961 · 1962 · 1963 · 1964 · 1965 · 1966 · 1967 · 1968 · 1969 · 1970 · 1971 · 1972 · 1973 · 1974 · 1975 · 1976 · 1977 · 1978 · 1979 · 1980 · 1981 · 1982 · 1983 · 1984 · 1985 · 1986 · 1987 · 1988 · 1989 · 1990 · 1991 · 1992 · 1993 · 1994 · 1995 · 1996 · 1997 · 1998 · 1999 · 2000 · 2001 · 2002 · 2003 · 2004 · 2005 · 2006 · 2007 · 2008 · 2009 · 2010 · 2011 · 2012 · 2013 · 2014 · 2015 · 2016 · 2017 · 2018 · 2019 · 2020 · 2021 · 2022 · 2023 · 2024 · 2025 · 2026 
 Lijst van Formule 1 Grand Prix-wedstrijden